# Composietenfamilie
De composietenfamilie (Compositae of Asteraceae: beide botanische namen zijn toegestaan), ook samengesteldbloemigen genoemd, is samen met de orchideeënfamilie de omvangrijkste plantenfamilie. Zij telt over de hele wereld gezien naar schatting tussen 20.000 en 25.000 soorten. In de tropen telt de familie ook bomen en lianen.
Het belangrijkste kenmerk van deze familie vormen de in bloemhoofdjes bijeenstaande sterk gereduceerde bloemen. De groene blaadjes die tegen deze bloemhoofdjes aanliggen zijn de omwindselblaadjes.

## Bloemtypen
Er worden drie typen bloemen onderscheiden:
- lintbloem
- buisbloem
- straalbloem

### Lintbloem
De lintbloem is een gereduceerde bloem waarbij de bloemkroon is vergroeid tot een enkel bloemblad, waarvan de oorspronkelijke vijf bladen nog te herkennen zijn als de tandjes aan het uiteinde ervan.

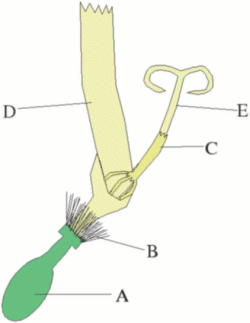
schets van een lintbloem
A = vruchtbeginsel, B = pappus, C = helmhokjes,
D = gereduceerde bloemkroon, E = stijl met stamper

schets van een buisbloem
A = vruchtbeginsel, B = tot buis vergroeide kroon
met aan de top vier a vijf slipjes, C = helmhokjes,
D = stijl met stamper

Dit bloemblad vormt als het ware het lint waarnaar dit bloemtype is genoemd. De bloem is tweeslachtig. De helmhokjes zijn vergroeid tot een koker rond de stijl. Op de plek waar de bloemkroon is ingeplant bevindt zich vaak een rij haren, tandjes of schubben. Deze wordt het pappus genoemd en kan opgevat worden als de gereduceerde kelk. Wanneer het zaad rijp is, kan het pappus uitgroeien tot het vruchtpluis.
Het vruchtbeginsel is ingeplant op de bloembodem. Tussen de verschillende bloemen kunnen zich ook nog vliesjes bevinden. Deze worden stroschubben genoemd. Voorbeelden van een composiet met enkel lintbloemen zijn de paardenbloem en daarop gelijkende geslachten zoals leeuwentand en biggenkruid. De stroschubben zijn een kenmerk voor het laatstgenoemde geslacht.

### Buisbloem
Een groot aantal composieten heeft een bloemhoofdje met een geel hart en witte krans, zoals de gewone margriet en het madeliefje. Het gele hart van een dergelijk bloemhoofdje bestaat uit buisbloemen, waarvan de kroon vergroeid is tot een buis. De buisbloemen zijn veelzijdig symmetrisch. Er bestaan echter ook composieten waarvan het bloemhoofdje alleen bestaat uit buisbloemen. Van de in Nederland inheemse flora is dat ongeveer een derde.

### Straalbloem
Bij composieten met bloemhoofdjes met een geel hart en een witte krans, bestaat die witte krans uit zogenaamde straalbloemen. Deze straalbloemen lijken veel op lintbloemen, maar er zijn wel verschillen. De bovenste rand van de gereduceerde bloemkroon bestaat uit drie in plaats van vijf tanden en de bloem is vaak alleen vrouwelijk of soms zelfs geslachtsloos. De straalbloemen kunnen ook andere kleuren hebben dan wit. Bij klein hoefblad zijn ze geel en bij Centaurea kunnen ze rood zijn.

## Vrucht
De vrucht is een nootje: een kleine, droge, harde, niet openspringende, eenzadige vrucht. Dikwijls zit aan het nootje vruchtpluis of pappus, waardoor het door de wind makkelijk verspreid kan worden (bijvoorbeeld bij de paardenbloem). Er zijn soorten waarbij het steeltje van de haarkrans zich verlengt tijdens het rijp worden van de vrucht. Maar ook komen soorten voor waarbij het vruchtpluis direct op de vrucht is ingeplant (klein streepzaad). In de volksmond worden de vruchtjes vaak "zaden" genoemd.

## Taxa binnen de composietenfamilie
In Nederland komen de volgende geslachten voor:
- Achillea (geslacht duizendblad, bijvoorbeeld duizendblad: Achillea millefolium)
- Ambrosia (geslacht Ambrosia, bijvoorbeeld alsemambrosia: Ambrosia artemisiifolia)
- Anaphalis
- Antennaria
- Anthemis (geslacht schubkamille, bijvoorbeeld gele kamille Anthemis tinctoria)
- Arctium (geslacht klit, bijvoorbeeld gewone klit Arctium minus, donzige klit: Arctium tomentosum of grote klit: Arctium lappa)
- Arnica, (bijvoorbeeld valkruid: Arnica montana)
- Arnoseris
- Artemisia (geslacht Alsem, bijvoorbeeld citroenkruid: Artemisia abrotanum, absintalsem: Artemisia absinthium, rechte alsem: Artemisia biennis of bijvoet: Artemisia vulgaris)
- Aster (geslacht Aster)
- Baccharis (bijvoorbeeld struikaster: Baccharis halimifolia)
- Bellis (bijvoorbeeld madeliefje: Bellis perennis)
- Bidens (geslacht Tandzaad)
- Calendula (geslacht goudsbloem)
- Carduus (geslacht distels)
- Carlina (bijvoorbeeld driedistel: Carlina vulgaris)
- Carthamus
- Centaurea (geslacht Centaurie, bijvoorbeeld bergcentaurie: Centaurea montana of grote centaurie: (Centaurea scabiosa)
- Chondrilla
- Cichorium (geslacht cichorei, bijvoorbeeld andijvie Cichorium endivia)
- Cirsium (geslacht vederdistel, bijvoorbeeld de aarddistel, Cirsium acaule of de akkerdistel: Cirsium arvense)
- Conyza (geslacht asterfijnstraal), bijvoorbeeld Canadese fijnstraal: Conyza canadensis)
- Cosmos
- Cotula (bijvoorbeeld goudknopje: Cotula coronopifolia)
- Crepis (geslacht streepzaad)
- Dittrichia (geslacht klieralant)
- Doronicum (geslacht voorjaarszonnebloem)
- Echinops, (bijvoorbeeld kogeldistel)
- Erigeron (geslacht fijnstraal)
- Eupatorium
- Filago (geslacht viltkruid, bijvoorbeeld akkerviltkruid: Filago arvensis of dwergviltkruid Filago minima)
- Galinsoga (geslacht Knopkruid, bijvoorbeeld harig knopkruid: Galinsoga quadriradiata)
- Glebionis (Ganzenbloemen: bijvoorbeeld gele ganzenbloem: Glebionis segetum, gekroonde ganzenbloem: Glebionis coronaria)
- Gnaphalium (Droogbloemen zoals bijvoorbeeld moerasdroogbloem, bleekgele droogbloem) of bosdroogbloem: Gnaphalium sylvaticum
- Helianthus (geslacht zonnebloem, bijvoorbeeld Zonnebloem Helianthus annuus of aardpeer: Helianthus tuberosus)
- Helichrysum (Bijvoorbeeld kerrieplant)
- Hieracium (geslacht havikskruid)
- Hypochaeris (geslacht biggenkruid, bijvoorbeeld gewoon biggenkruid: Hypochaeris radicata)
- Inula (geslacht alant, bijvoorbeeld Engelse alant: Inula britannica)
- Jacobaea (geslacht Jacobskruiskruid, verwant aan de kruiskruiden)
- Lactuca (geslacht sla), bijvoorbeeld botersla: Lactuca sativa var. capitata, gifsla: Lactuca virosa of IJssla: Lactuca sativa var. capitata)
- Lapsana (bijvoorbeeld akkerkool: Lapsana communis)
- Leontodon (geslacht leeuwentand)
- Leucanthemum (geslacht margriet, bijvoorbeeld gewone margriet: Leucanthemum vulgare)
- Matricaria (geslacht kamille, bijvoorbeeld echte kamille: (Matricaria recutita)
- Mycelis
- Onopordum (Bijvoorbeeld wegdistel)
- Petasites (geslacht hoefblad, bijvoorbeeld groot hoefblad: Petasites hybridus)
- Picris (geslacht bitterkruid, bijvoorbeeld echt bitterkruid: Picris hieracioides)
- Pulicaria (geslacht vlooienkruid, bijvoorbeeld heelblaadjes: Pulicaria dysenterica)
- Rudbeckia (geslacht rudbeckia)
- Scorzonera (geslacht Schorseneer, bijvoorbeeld grote schorseneer: Scorzonera hispanica)
- Senecio (geslacht kruiskruid), bijvoorbeeld boskruiskruid: Senecio sylvaticus
- Serratula (Bijvoorbeeld zaagblad)
- Solidago (Guldenroede bijvoorbeeld echte guldenroede: Solidago virgaurea)
- Sonchus (geslacht melkdistel bijvoorbeeld gewone melkdistel: Sonchus oleraceus of akkermelkdistel: Sonchus arvensis)
- Silybum
- Tagetes (geslacht afrikaantje)
- Tanacetum bijvoorbeeld boerenwormkruid: (Tanacetum vulgare)
- Taraxacum (bijvoorbeeld Taraxacum officinale: paardenbloem)
- Tephroseris
- Tragopogon (geslacht morgenster, bijvoorbeeld Bleke morgenster: Tragopogon dubius of Gele morgenster Tragopogon pratensis)
- Tripleurospermum (geslacht klierkamille)
- Tussilago
- Xanthium (geslacht Stekelnoot, bijvoorbeeld de late stekelnoot).

Er zijn ook een aantal soorten die in Nederland niet voorkomen, zoals:
- Aaronsohnia deze soorten komen voornamelijk voor in niet-zoute steppes en woestijnen in Noord-Afrika en het Midden-Oosten.
- Acamptopappus, deze soorten komen voor in de woestijnen van Zuid-West Noord Amerika en staan daar bekend als Goldenheads
- Anaphalis, deze soorten komen voornamelijk voor in midden en zuid Azië. Witte knoop wordt als tuinplant gehouden, bijvoorbeeld prachtrozenkransje: Anaphalis margaritacea
- Antennaria, komt voornamelijk voor in het gematigde klimaat. Hoewel het sterk bedreigde rozenkransje: Antennaria dioica voorkomt in Nederland.
- Arctotis (geslacht berenoor)
- Bahia, soort die in de droge gebieden in het zuid westen van de Verenigde Staten en noord Mexico (land) voorkomen, maar ook in landen in Centraal Amerika
- Guizotia (groep zonnebloemachtigen uit Afrika)
- Iva (groep planten die voorkomt in Noord Amerika en daar bekend staat als Marsh Elders)
- Kleinia. Het geslacht komt vooral voor in Afrika. Eén soort, Kleinia neriifolia, komt ook voor op de Canarische Eilanden en Madeira.

## Beschreven soorten
De volgende in Nederland voorkomende soorten worden behandeld in Wikipedia:
- Jakobskruiskruid (Jacobaea vulgaris subsp. vulgaris)
- Japans hoefblad (Petasites japonicus)
- Kaal knopkruid (Galinsoga parviflora)
- Kalketrip (Centaurea calcitrapa)
- Klein hoefblad (Tussilago farfara)
- Klein kruiskruid (Senecio vulgaris)
- Klein streepzaad (Crepis capillaris)
- Kleine schorseneer (Scorzonera humilis)
- Knikbloem (Chondrilla juncea)
- Knikkende distel (Carduus nutans)
- Kompassla (Lactuca serriola)
- Koninginnekruid (Eupatorium cannabinum)
- Korenbloem (Centaurea cyanus)
- Korensla (Arnoseris minima)
- Kruldistel (Carduus crispus)
- Langstekelige distel (Carduus acanthoides)
- Late guldenroede (Solidago gigantea)
- Madeliefje (Bellis perennis)
- Mariadistel (Silybum marianum)
- Moerasandijvie (Tephroseris palustris)
- Moerasdroogbloem (Gnaphalium uliginosum)
- Moerasstreepzaad (Crepis paludosa)
- Moesdistel (Cirsium oleraceum)
- Muizenoor (Hieracium pilosella)
- Muurfijnstraal (Erigeron karvinskianus)
- Muurhavikskruid (Hieracium murorum)
- Muursla (Mycellis muralis)
- Oranje havikskruid (Hieracium aurantiacum)
- Paardenbloemstreepzaad (Crepis vesicaria subsp. taraxacifolia)
- Paarse morgenster (Tragopogon porrifolius)
- Reukeloze kamille (Tripleurospermum maritimum)
- Ruige leeuwentand (Leontodon hispidus)
- Ruige rudbeckia (Rudbeckia hirta)
- Scherpe fijnstraal (Erigeron acer)
- Schijfkamille (Matricaria discoïdea)
- Spaanse ruiter (Cirsium dissectum)
- Speerdistel (Cirsium lanceolatum)
- Stengelomvattend havikskruid (Hieracium amplexicaule)
- Stinkende kamille (Anthemis cotula)
- Tengere distel (Carduus tenuiflorus)
- Valkruid (Arnica montana)
- Vals muizenoor (Hieracium peleterianum)
- Valse kamille (Anthemis arvensis)
- Vertakte leeuwentand (Leontodon autumnalis)
- Wegdistel (Onopordum acanthium)
- Wilde averuit (Artemisia campestris subsp. campestris)
- Wilde bertram (Achillea ptarmica)
- Wilde cichorei (Cichorium intybus)
- Wilgalant (Inula salicina)
- Wilgkoeienoog (Buphthalmum salicifolium)
- Wit hoefblad (Petasites albus)
- Wollige distel (Cirsium eriophorum)
- Zaagblad (Serratula tinctoria)
- Zeealsem (Artemisia maritima)
- Zomerfijnstraal (Erigeron annuus)
- Zulte (Aster tripolium)
- Zwart knoopkruid (Centaurea nigra)

Ook deze, in Nederland voorkomende, maar niet inheemse, planten hebben eigen pagina:
- Artemisia oelandica
- Artisjok (Cynara scolymus)
- Cosmea (Cosmos bipinnatus)
- Edelweiss (Leontopodium alpinum)
- Gele zonnehoed (Echinacea paradoxa)
- Gnaphalium norvegicum
- Goudsbloem (Calendula officinalis)
- Groenlof (Cichorium intybus var. foliosum)
- Kardoen (Cynara cardunculus)
- Koffiecichorei (Cichorium intybus var. sativum)
- Nieuw-Nederlandse aster (Aster novi-belgii)
- Prachtrozenkransje (Anaphalis margaritacea)
- Rode zonnehoed (Echinacea purpurea)
- Saffloer (Carthamus tinctorius)
- Witlof (Cichorium intybus var. foliosum)
- Zonnewortel (Helianthus strumosus)

Hoogstwaarschijnlijk uitgestorven (in het wild)
- Argyroxiphium virescens
- Cosmos atrosanguineus

Een langere lijst van geslachten (er is uiteraard geen overeenstemming over de interne taxonomie van deze complexe familie of over het aantal genera):